# Dorlay
Pour les articles homonymes, voir Dorlay (homonymie).

Le Dorlay est une rivière de la Loire, en région Auvergne-Rhône-Alpes, dans le massif du Pilat. Il est le principal affluent du Gier, donc un sous-affluent du Rhône.

## Géographie
De 15,6 km de longueur.
Un barrage y a été construit (le barrage du Dorlay) entre Doizieux et La Terrasse-sur-Dorlay afin d'alimenter en eau potable la vallée du Gier.